# Перелік агломерацій перепису в Альберті
Агломерація перепису є географічною одиницею для полегшення перепису населення в Канаді, що визначена Статистичною службою Канади. Агломерація перепису включає в себе один або декілька суміжних підрозділів перепису, де населення основного населеного пункту становить 10 000 або більше. Він може бути класифікований як столиця регіону перепису, коли він досягає 100 000 населення.
На переписі 2016 року провінція Альберта мала 15 агломерацій перепису, що на один менше від 16 у переписі населення 2011 року. На переписі 2011 року в провінції Альберта було 16 агломерацій. А на переписі населення 2006 року - 14 агломерацій перепису.

## Список агломерацій перепису
Нижче наведено список агломерацій перепису в Альберті.
| Список агломерацій | Площа в 2016 році (км2) | Населення (2016) | Населення (2011) | Населення (2006) | Населення (2001) | Населення (1996) | Дільниця перепису |
| ------------------ | ----------------------- | ---------------- | ---------------- | ---------------- | ---------------- | ---------------- | ----------------- |
| Ветаскивин         | 18,31                   | 12 655           | 12 525           | 11 673           | 11 154           | 10 959           | Division No. 11   |
| Окотокс            | 19,63                   | 28 881           | 24 511           | 17 145           |                  |                  | Division No. 6    |
| Лакомб             | 20,81                   | 13 057           | 11 707           |                  |                  |                  | Division No. 8    |
| Хай Ріва           | 21,39                   | 13 584           | 12 920           |                  |                  |                  | Division No. 6    |
| Ллойдмінстер       | 24,04                   | 19 645           | 18 032           | 15 910           | 13 148           | 11 317           | Division No. 10   |
| Сілвен Лейк        | 24,50                   | 14 816           | 12 362           |                  |                  |                  | Division No. 8    |
| Стратмор           | 27,40                   | 13 756           | 12 305           | Приклад          | Приклад          | Приклад          | Приклад           |
| Камрось            | 42,62                   | 18 742           | 17 286           | Приклад          | Приклад          | Приклад          | Приклад           |
| Колд-Лейк          | 59,92                   | 14 961           | 13 839           | Приклад          | Приклад          | Приклад          | Приклад           |
| Кенмор             | 69,43                   | 13 992           | 12 288           | Приклад          | Приклад          | Приклад          | Приклад           |
| Ред-Дір            | 104,73                  | 100 418          | 90 564           | Приклад          | Приклад          | Приклад          | Приклад           |
| Гранд-Прері        | 132,73                  | 63 166           | 55 655           | Приклад          | Приклад          | Приклад          | Приклад           |
| Брукс              | 5 931,03                | 14 451           | 13 676           | Приклад          | Приклад          | Приклад          | Приклад           |
| Медисин-Гет        | 13 301,54               | 76 522           | 72 807           | 68 822           | 61 735           | 56 570           | Division No. 1    |
| Вуд Бафало         | 61 871,37               | 73 320           | 66 896           | 52 643           | 42 602           | 36 124           | Division No. 16   |